# 萊維峰
萊維峰（英語：Levi Peak），是南極洲的山峰，位於沙克爾頓海岸，處於格林德利高原的格林德利高原西側，屬於亞歷山德拉皇后山脈的一部分，由英國南極名稱諮詢委員會以氣象學家命名，現時由南極條約體系管理。